# Clonmore
Clonmore (Iers: Chluain Mhór) is een plaats in Ierse graafschap Carlow.
Ballinkillen · Ballon · Ballymurphy · Borris · Carlow · Clonegal · Clonmore · Fennagh · Hacketstown · Kildavin · Leighlinbridge · Muine Bheag · Myshall · Nurney · Old Leighlin · Rathvilly · Royal Oak · St Mullin's · Tinryland · Tullow